# Frank Shu
Frank Hsia-San Shu (in lingua cinese: 徐遐生; Kunming, 2 giugno 1943 – 23 aprile 2023) è stato un astrofisico cinese.

## Biografia
Insegnò presso l'Università della California - Berkeley e l'Università della California, San Diego.
Shu divenne conosciuto per i propri lavori pionieristici in diversi campi dell'astrofisica e dell'astronomia, inclusi studi sulla nascita delle meteoriti, sullo sviluppo iniziale delle stelle e sulla struttura delle galassie a spirale.

## Onorificenze
- Premio Helen B. Warner per l'astronomia (1977)
- Brouwer Award (1996)
- Premio Dannie Heineman per l'astrofisica (2000)
- Premio Shaw (2009)
- Medaglia Bruce (2009)

- Henry Norris Russell Lectureship (2023)

## Omaggi
L'asteroide 18238 Frankshu è stato nominato così in suo onore.